# 根岸英一
根岸英一（日语：／ Negishi Ei-ichi ?，1935年7月14日—2021年6月6日），男，日本化学家，普渡大学講座教授、美國文理科學院院士、美國國家科學院外籍院士。日本文化勳章獲得者、文化功勞者。美国宾夕法尼亚大学博士學位。
根岸教授是根岸反應的發現者，在化学界尤其是有机化学界享有盛誉，因為在「有机合成中的鈀催化交叉偶联反应」方面做出贡献而與理查德·赫克、鈴木章共同獲得2010年诺贝尔化学奖。

## 生平

### 早年生活與教育
根岸英一於1935年（康德二年）在长春出生，為配合父親在南滿洲鐵道的工作所需，嗣後遷居哈爾濱、仁川、京城府（現首爾）等地。战後舉家遷至日本神奈川县大和市並居，在此度过少年時代。由于当时满洲国的小学入学比日本早1年，因此根岸入读神奈川县立湘南高等学校时比同級生都小一岁。1953年从神奈川县立湘南高等学校毕業，1958年从東京大学工学部应用化学科毕業，进入帝人株式会社工作。后从帝人公司休職，在福布莱特计划下领取奖学金，前往宾夕法尼亚大学留学。1963年获得博士学位，指導教授为。

### 職業生涯

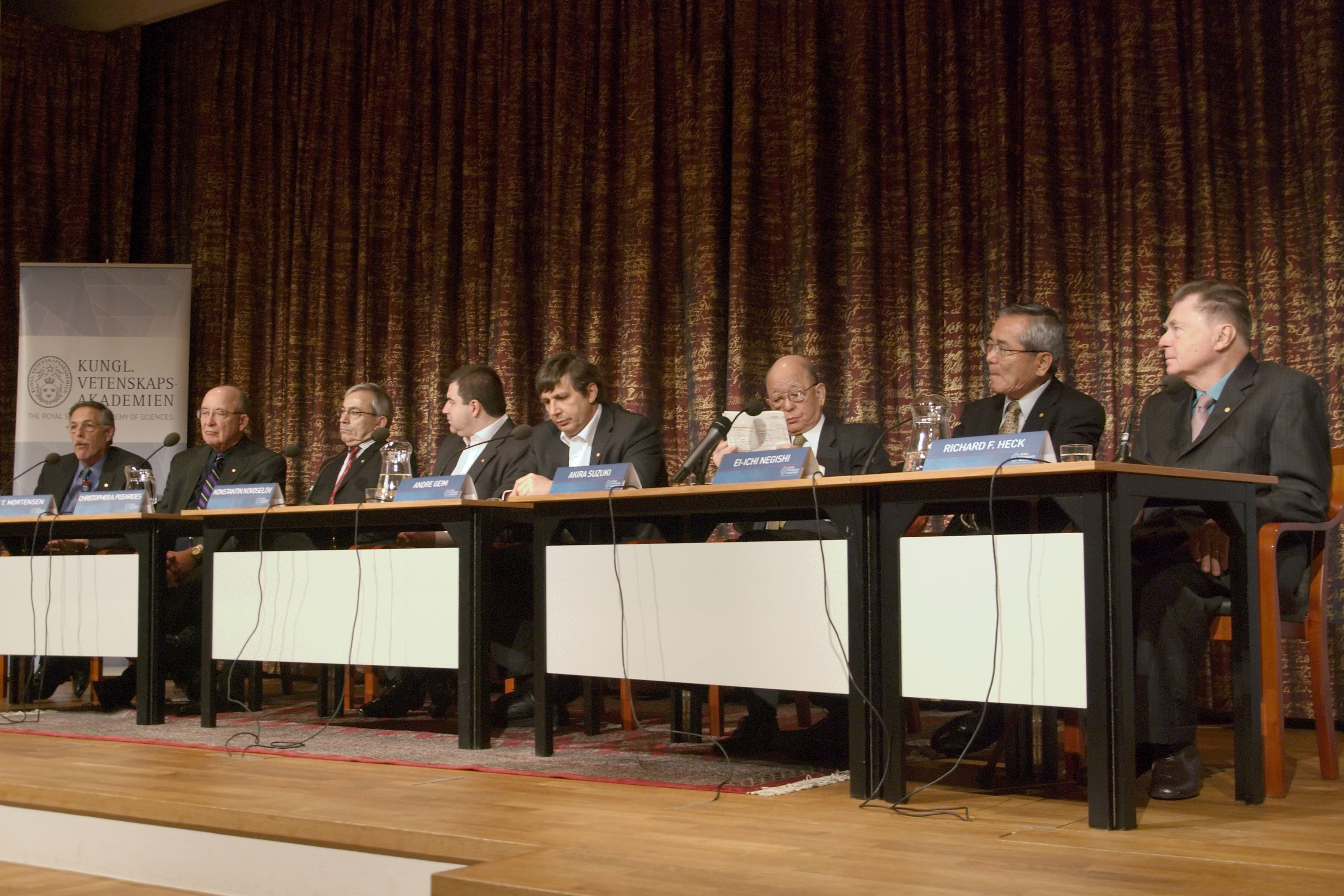
左起：彼得·戴蒙德、戴尔·莫滕森、克里斯托弗·皮萨里德斯、康斯坦丁·诺沃肖洛夫、安德烈·海姆、鈴木章、根岸英一以及理查德·赫克，2010年諾貝爾獎得主在瑞典皇家科學院召開記者會

取得博士学位后，根岸英一希望在日本的大学中进行研究工作，但最终还是返回帝人株式会社。1966年，他决定从帝人辞职，赴美国普渡大学赫伯特·布朗教授（1979年获诺贝尔化学奖得主）的实验室进行博士后研究。1968年成为普渡大学助理教授，1972年转至雪城大学担任助理教授，1976年升任雪城大学副教授。1979年，在布朗邀请之下，回到普渡大学就任教授。1999年荣任普渡大学“赫伯特·布朗”讲座教授。
11月12日，2008年諾貝爾物理學獎得主南部陽一郎特別出席根岸獲獎的慶祝會，兩人同為定居美國中西部的日本人諾貝爾獎得主，也都是東京大學校友。

### 失蹤與車禍
2018年3月12日，根岸夫婦出遊後失蹤，翌日伊利諾州奧格爾郡警方尋獲受傷的根岸英一與去世的根岸堇（根岸 すみれ）。據信兩人駕車途中曾發生車禍，後來因為GPS誤導至壕溝而导致后者身亡。

## 學術貢獻
在五十幾年的研究生涯中，根岸英一取得了许多重要的研究成果。这些成果集中在金属有机化学和有机合成方法学领域，许多方法都以其命名，例如根岸偶联反应、根岸试剂、ZMA反应、ZACA反应等等。许多成果都已经成为重要的合成方法并已广泛工业化。其中最重要的成果之一即根岸偶联反应（有機锌化合物与卤代烃在钯或镍催化下的偶联反应），他也因此於2010年10月6日与鈴木章、理查德·赫克共享诺贝尔化学奖。

## 奖项和榮譽

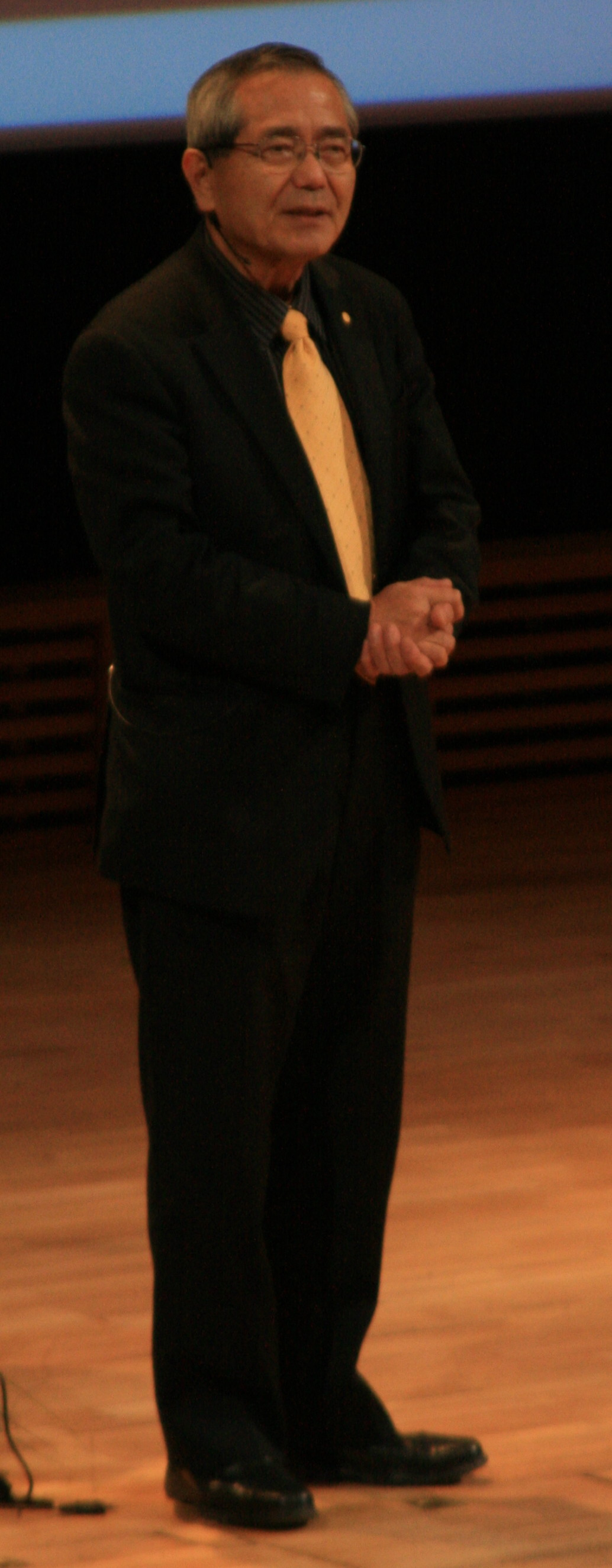
根岸教授在斯德哥爾摩大學發表演講

### 奖项
- 1996 A. R. Day Award
- 1997 日本化學會獎[11]
- 1998 Herbert N. McCoy Award
- 1998 American Chemical Society Award for Organometallic Chemistry（美國化學會有機金屬化學獎）
- 1998-2000 Alexander von Humboldt Senior Researcher Award
- 2000 Sir Edward Frankland Prize Lectureship
- 2003 Sigma Xi Award, Purdue University
- 2007 Yamada-Koga Prize（山田-古賀獎）
- 2010 文化功勞者・文化勳章
- 2010 諾貝爾化學獎[10]
- 2010 ACS Award for Creative Work in Synthetic Organic Chemistry（美國化學會有機合成化學獎）

### 荣誉
- 1960-1961 Fulbright-Smith-Mund Fellowship
- 1962-1963 Harrison Fellowship at University of Pennsylvania
- 1987 Guggenheim Fellowship
- 2011 美國文理科學院院士
- 2014 美國國家科學院外籍院士

## 轶事
諾貝爾獎官方網站在宣布根岸英一获奖的第一時間，出現了2個錯誤：
1. 誤植姓名為[12]。
2. 誤植出生地為[13]。事實上，1935年的長春是滿洲國新京，而非日本領土。

## 外部連結
- （英文）根岸英一主页（普渡大学）
- （日語）根岸教授と前東大総長の小宮山宏三菱総研理事長に聞く。前編
- （日語）根岸教授と前東大総長の小宮山宏三菱総研理事長に聞く。後編
- （中文）視頻：諾貝爾大師在清華（101年諾貝爾大師月-諾貝爾化學獎得主根岸英一 ）
- （中文）根岸 英一 Eiichi Negishi  （页面存档备份，存于）